# Autoscopia / Murder in Phazes
Autoscopia / Murder in Phazes – drugi album polskiej grupy muzycznej Blindead. Wydawnictwo ukazało się 18 sierpnia 2008 roku nakładem Deadline Records. Jest również pierwsze wydawnictwo grupy zrealizowane z basistą Piotrem Kawalerowskim i instrumentalistą klawiszowcem Bartoszem "H_12" Hervy.

## Lista utworów
Opracowano na podstawie materiału źródłowego.
| Nr | Tytuł utworu                         | Słowa     | Muzyka   | Długość |
| -- | ------------------------------------ | --------- | -------- | ------- |
| 1. | „Phaze I: Enlightenment”             | Zwoliński | Blindead | 07:07   |
| 2. | „Phaze I: Abyss”                     | Zwoliński | Blindead | 06:30   |
| 3. | „Phaze II: Symmetry”                 | Zwoliński | Blindead | 06:10   |
| 4. | „Phaze II: Phenomena”                | Zwoliński | Blindead | 11:33   |
| 5. | „Phaze III: Blood Bond”              | Abadon    | Blindead | 09:07   |
| 6. | „Phaze III: A Nice Night for a Walk” | Zwoliński | Blindead | 06:04   |
| 7. | „Phaze IV”                           | Zwoliński | Blindead | 13:29   |
|    |                                      |           |          | 1:00:00 |

## Twórcy
Opracowano na podstawie materiału źródłowego.
| - Patryk "Nick Wolverine" Zwoliński - śpiew - Mateusz "Havoc" Śmierzchalski - gitara, gitara basowa - Marek "Deadman" Zieliński - gitara - Piotr "Zwierzak" Kawalerowski - gitara basowa - Konrad Ciesielski - perkusja |  | - Bartosz "H_12" Hervy - sampling, instrumenty elektroniczne - Wacław "Vogg" Kiełtyka - akordeon (utwór "Phaze II: Phenomena") - Szymon Czech - mastering (Studio X, Olsztyn) - Janusz Bryt - inżynieria dźwięku, miksowanie, współprodukcja |